# Замок Монсанту
Замок Монсанту (порт. Castelo de Monsanto) — средневековый замок во фрегезии Монсанту посёлка Иданья-а-Нова округа Каштелу-Бранку Португалии. Расположен на вершине холма Монсанту, на правом берегу реки Понсул и является частью архитектурного ансамбля, который включает также ряд бывших усадеб и храмы, а также руины часовни Сан-Мигель в романском стиле.

## История
Мало что известно о раннем периоде освоения данного региона человеком. Традиционно считается, что на месте замка Монсанту и одноимённой деревни находилось римское городище.
Во время Реконкисты Афонсу Энрикеш (1112—1185) занял данный регион и занялся его укреплением, чтобы обезопасить себя от вторжений войск Королевства Леон и Альмохадов. Чтобы удержать регион, Монсанту был передан ордену тамплиеров с условием заселения и укрепления области.

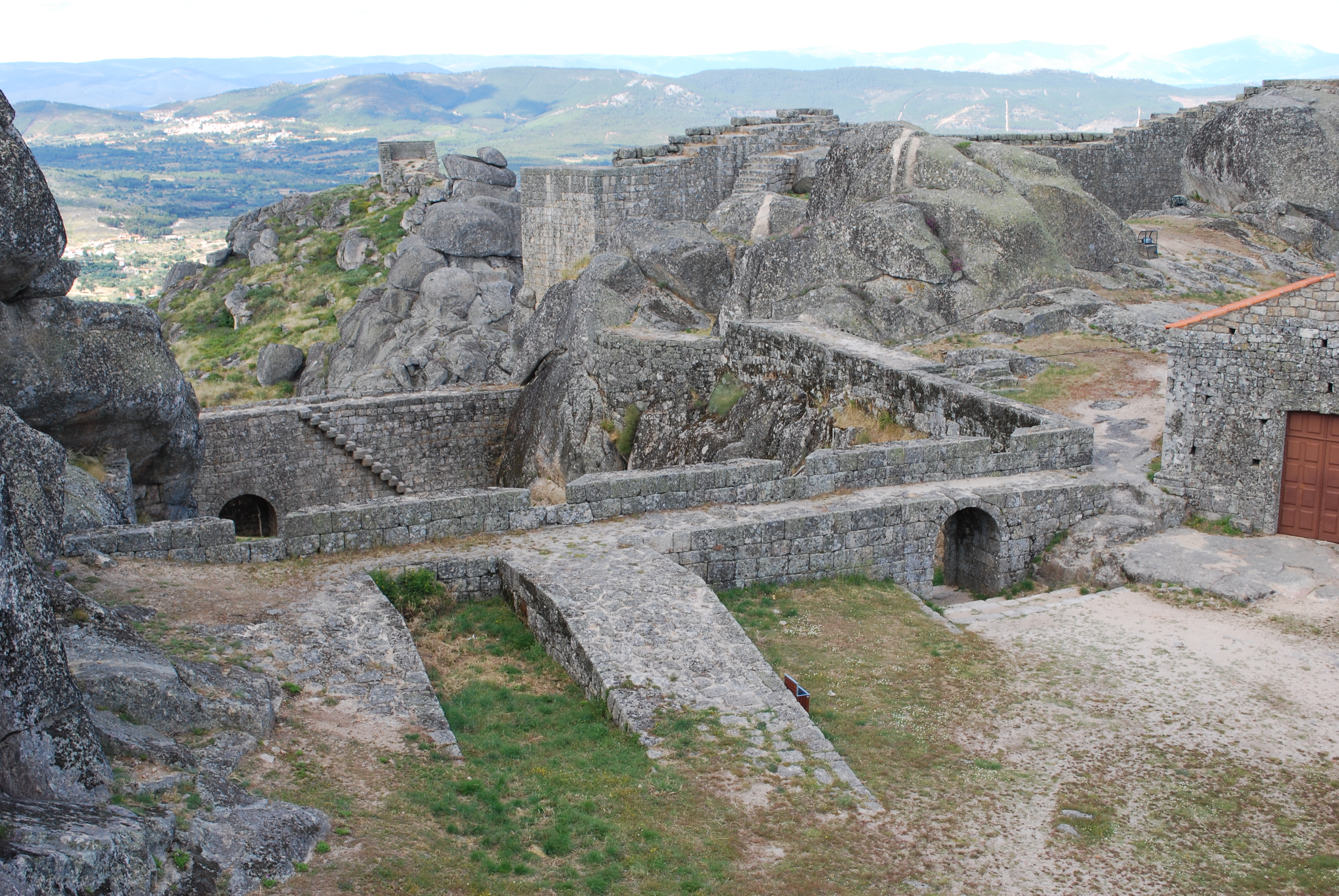
Внутренний двор замка.

К этому времени относится строительство замка под руководством магистра ордена в Португалии Гвалдина Пайша. Уже в 1172 году Монсанту были переданы ордену Сантьяго. Диниш I (1279—1325) инициировал реконструкцию и расширение замковых укреплений.
Модернизация замка была проведена в период войны за восстановление независимости Португалии. В это же время была реконструирована замковая часовня Богоматери.
В начале XIX века, во время пиренейских войн, замок утратил пять башен, но при этом получил новые укрепления входных ворот. Несколько лет спустя взрыв в пороховом погребе нанёс значительный ущерб замку. С оттоком населения из деревни Монсанту замок потерял своё значение и стал приходить в запустение.
29 сентября 1948 года замок и его стены были объявлены национальным памятником.

## Архитектура
Замок расположен на высоте 758 метров над уровнем моря и имеет многоугольную, адаптированную к рельефу местности планировку. Стены укреплены квадратными башнями. Стены образуют два пространства — внутренний двор (прямоугольный) и внешний двор (овальный, ограничивающий деревню).